# Kanton Bénévent-l'Abbaye
Bénévent-l'Abbaye is een voormalig kanton van het Franse departement Creuse. Het kanton maakte deel uit van het arrondissement Guéret. Het werd opgeheven bij decreet van 17 februari 2014, met uitwerking op 22 maart 2015. De gemeenten werden toegevoegd aan het kanton Le Grand-Bourg.

## Gemeenten
Het kanton Bénévent-l'Abbaye omvatte de volgende gemeenten:
- Arrènes
- Augères
- Aulon
- Azat-Châtenet
- Bénévent-l'Abbaye (hoofdplaats)
- Ceyroux
- Châtelus-le-Marcheix
- Marsac
- Mourioux-Vieilleville
- Saint-Goussaud